# Mindestrendite
Der Begriff Mindestrendite bezeichnet je nach Kontext
- die garantierte Rendite einer Geldanlage (z. B. bei Garantiefonds),
- das Renditeziel einer Unternehmensstrategie oder
- die geforderte Rendite eines Investitionsprojektes, unterhalb derer ein Investor keine Investition tätigt oder eine Desinvestition vornimmt.

## Mindestrendite als garantierte Rendite
Eine Vielzahl von Geldanlagen bieten eine Kapitalgarantie oder gar garantierte Renditen. Zu beachten ist hierbei, dass eine solche Garantie immer nur so gut ist, wie die Bonität des Garanten.
Beispiele sind:
- Der Höchstrechnungszins ist die Mindestrendite, die deutsche Kapitallebensversicherungen ihren Kunden garantieren.
- Garantiefonds garantieren neben der Kapitalrückzahlung oft auch eine Mindestrendite.
- Mietgarantien sichern Immobilienkäufern Mindestrenditen (zu den Risiken siehe Immobilienbetrug).

## Mindestrendite als Renditeziel
Unternehmen verlangen für ihre Investitionen oft eine Mindestrendite von zum Beispiel 10 Prozent oder 15 Prozent. Unternehmensteile, welche diese Rendite nicht erbringen, werden stillgelegt, verlagert oder verkauft. Eine solche Mindestrendite dient als betriebliche Steuerungsgröße.
Beispiele sind:
- Siemens verlangt eine Mindestrendite von 8 Prozent.[1]
- Auch der Stinnes-Konzern fordert für seine Unternehmensbereiche eine Mindestrendite.[2]
- Bei besonders riskanten Investitionen beträgt die gewünschte Mindestrendite schon einmal 30 Prozent.[3]

Da Ziele herausfordernd sein müssen, liegen diese Mindestrenditen typischerweise oberhalb der aktuellen Ertragsstärke und werden daher als Renditeziel oft verfehlt.

## Mindestrendite als geforderte Rendite
Im Rahmen der Investitionsrechnung vergleichen Investoren die erwarteten Renditen möglicher Projekte mit einer geforderten Rendite. Die letztere entspricht oft den gewichteten Kapitalkosten. Liegt die erwartete Rendite oberhalb der geforderten, wird das Projekt durchgeführt, andernfalls nicht.

## Freiwirtschaftliche Sicht
Die Freiwirtschaftslehre beabsichtigt, mit dem von ihr vorgeschlagenem Freigeld die Mindestrendite zu senken.